# Rijksbeschermd gezicht Ubbergen
Gezicht Ubbergen is een van rijkswege beschermd dorpsgezicht in Ubbergen in de Nederlandse provincie Gelderland. De procedure voor aanwijzing werd gestart op 24 oktober 1988. Het gebied werd op 16 april 1993 definitief aangewezen. Het beschermd gezicht beslaat een oppervlakte van 39 hectare.
Panden die binnen een beschermd gezicht vallen krijgen niet automatisch de status van beschermd monument. Wel zal de gemeente het bestemmingsplan aanpassen om nieuwe ontwikkelingen in het gebied te reguleren. De gezichtsbescherming richt zich op de stedenbouwkundige en cultuurhistorische waardering van een gebied en wil het toekomstig functioneren daarvan veiligstellen.

## Afbeeldingen

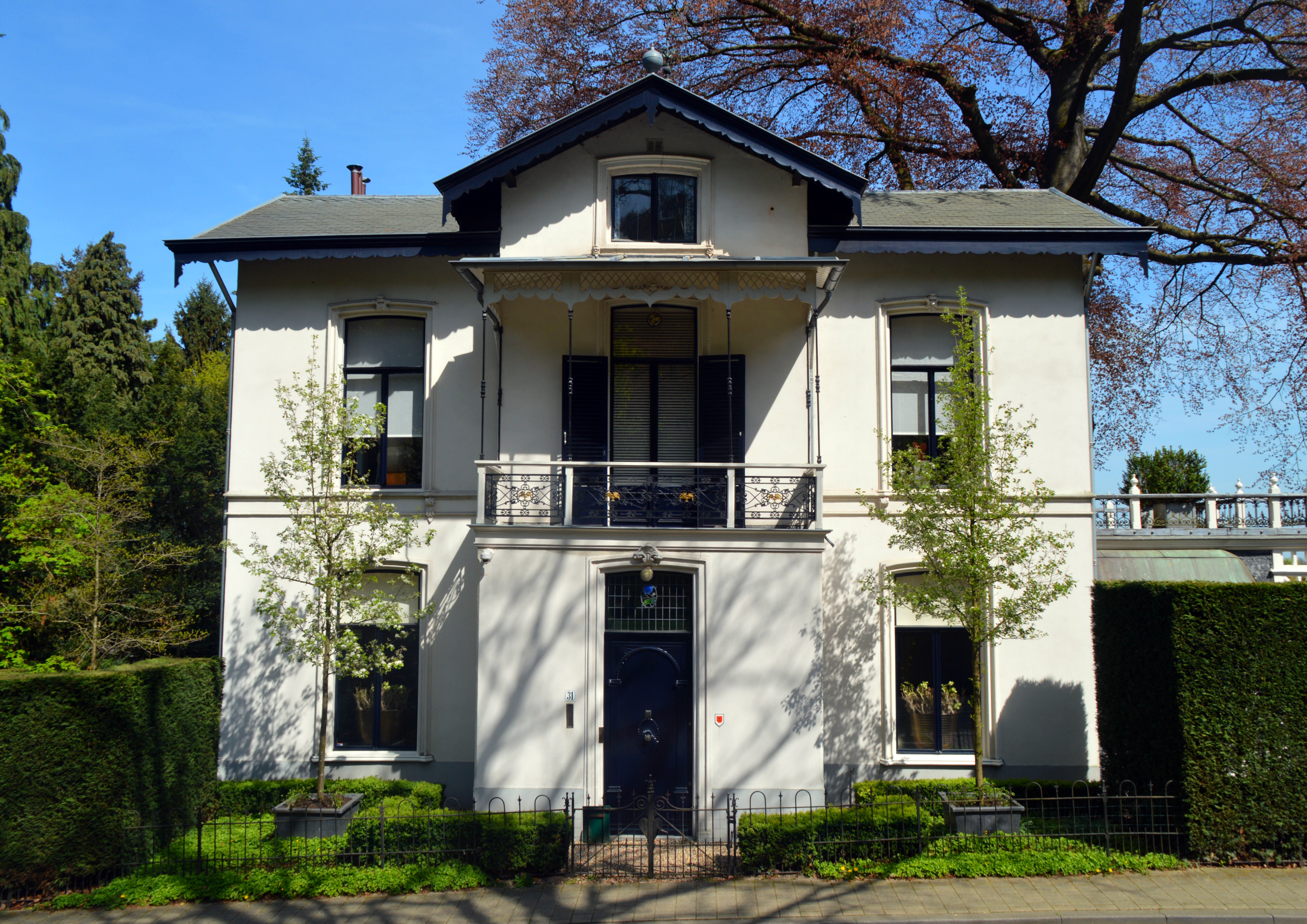
Avalon (1870)
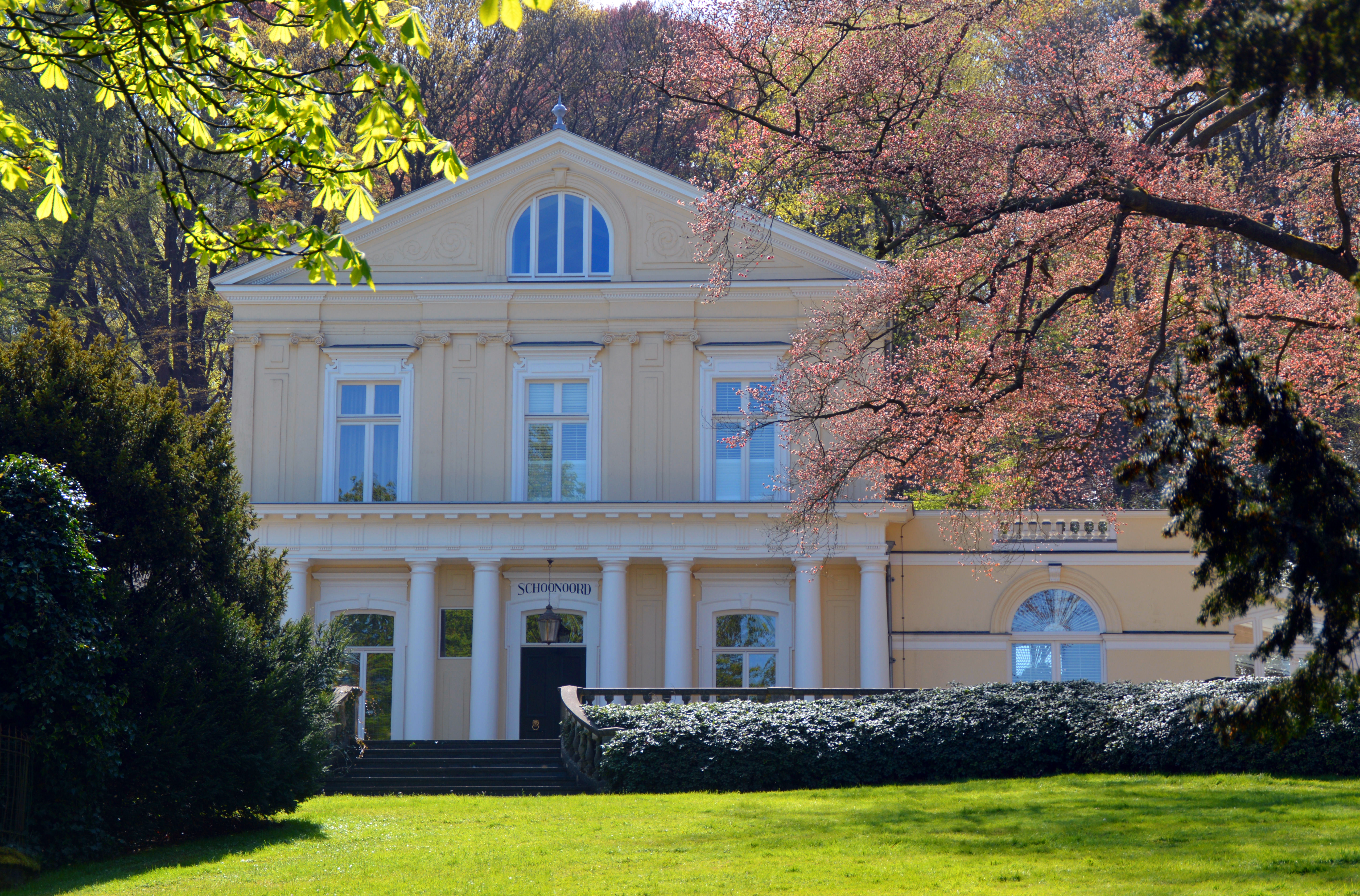
Huis "Schoonoord" (1850)
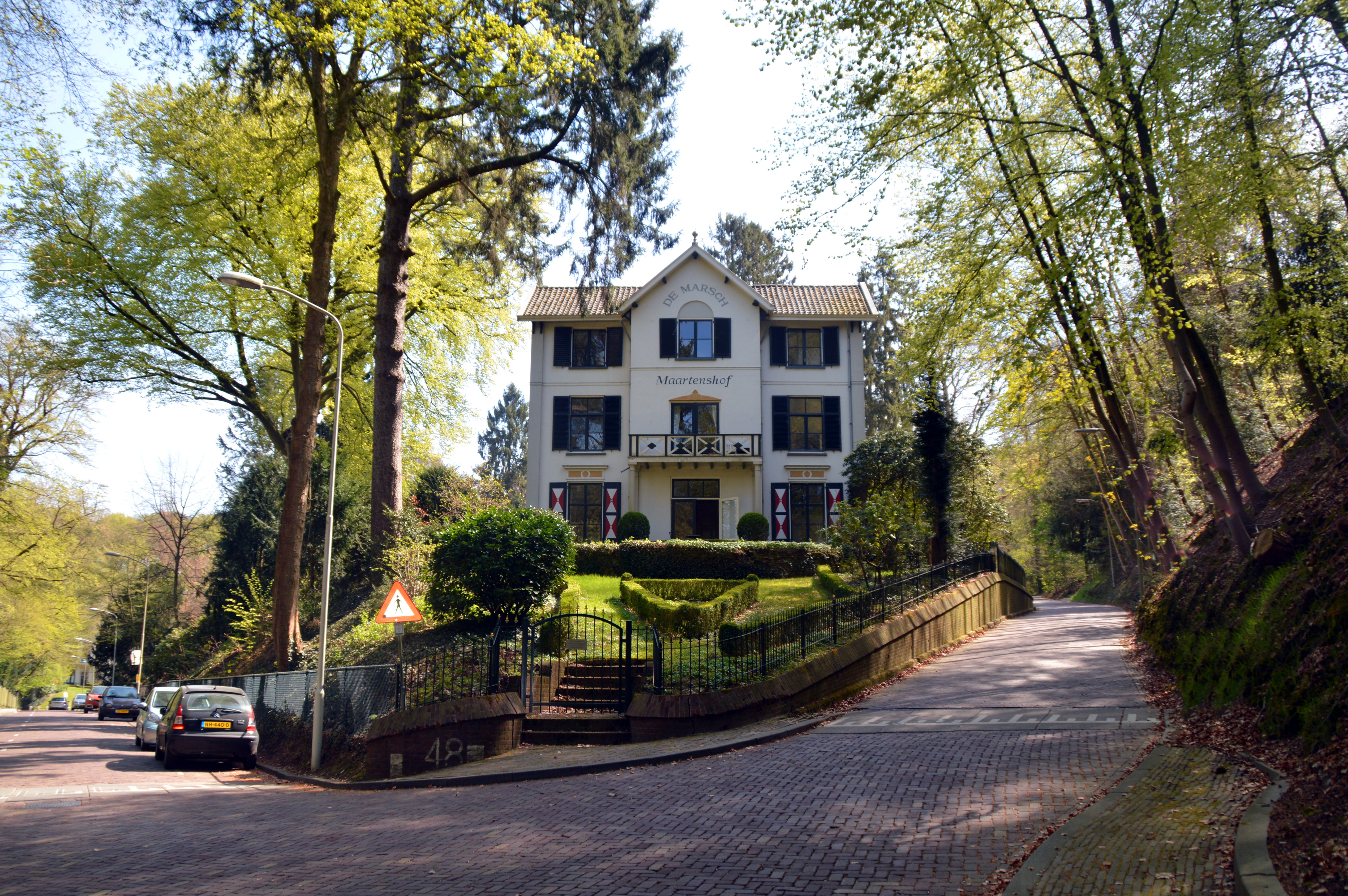
Villa De Maartenshof (1875)
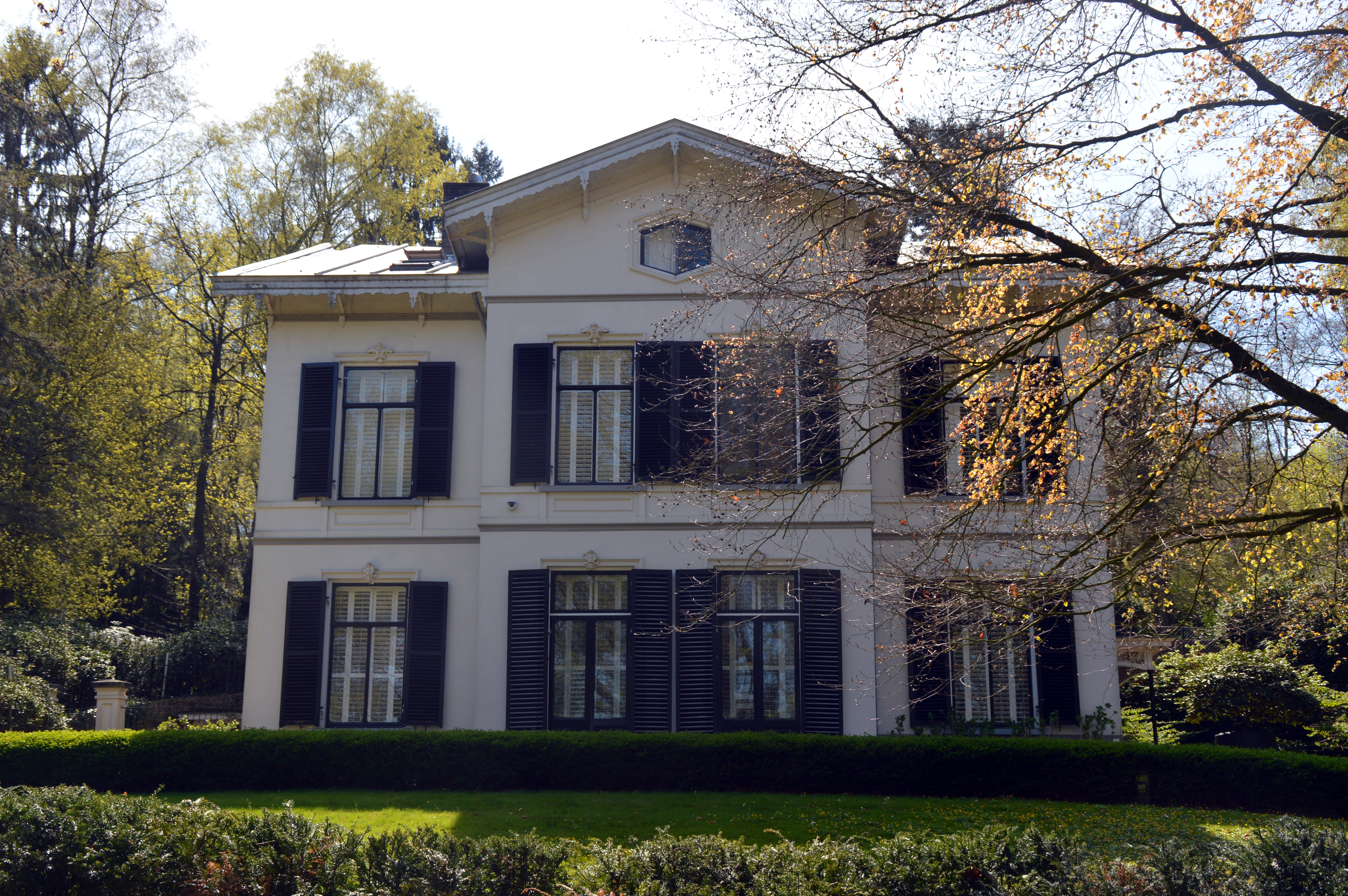
Beukenheim (1867)
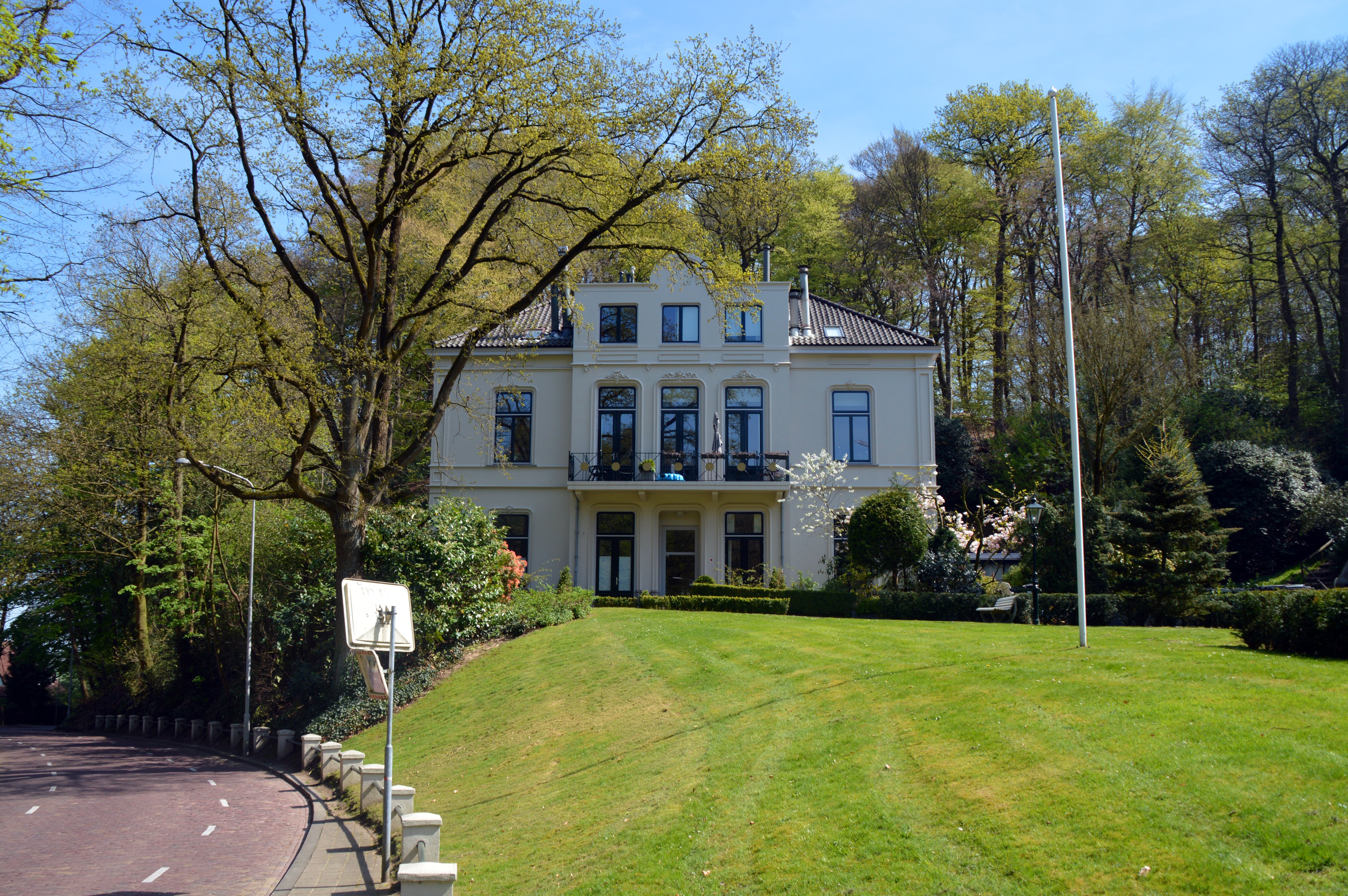
Heuvellust (1875)
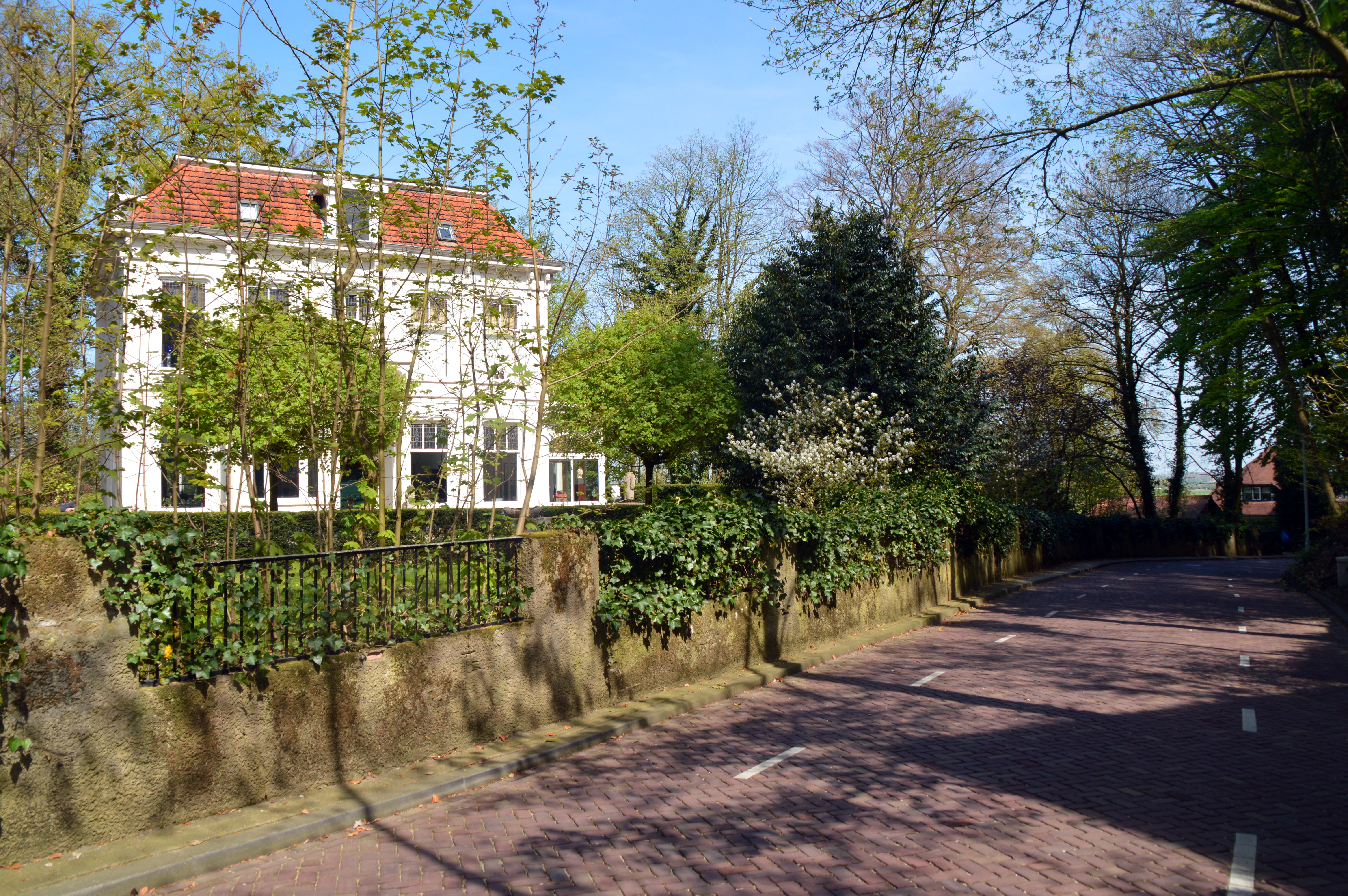
Rozenhof (1875)